# Red Skelton
Red Skelton (Vincennes, 8 juli 1913 – Rancho Mirage, 17 september 1997) was een Amerikaans acteur en komiek.

## Levensloop en carrière
Skelton kwam uit een circusfamilie. Zijn vader overleed twee maanden voor zijn geboorte. Reeds in zijn tienerjaren had Skelton de rol van zijn vader als clown in het circus overgenomen. In 1938 verscheen hij voor het eerst in een film: Having Wonderful Time met Ginger Rogers. Daarna volgden de rollen elkaar snel op: in 1940 speelde hij in Flight Command naast Robert Taylor en in Lady Be Good (1941) naast Lionel Barrymore. In Panama Hattie (1942) had hij de hoofdrol. Hij speelde vooral in musicalfilms zoals ook in I Dood It (1943) en Ziegfeld Follies (1946). 
In 1951 kreeg hij zijn eigen show: The Red Skelton Show. Deze televisieshow liep liefst 20 jaar. Ondertussen maakte hij ook nog films zoals The Clown (1953), The Great Diamond Robbery (1954) en een cameo in Ocean's 11 (1960). Skelton geraakte in zijn show bevriend met vaste gasten zoals Marcel Marceau, Maurice Chevalier en Groucho Marx. In 1971 moest Skelton plaats maken voor jongere presentators zoals Johnny Carson. 
Skelton overleed in 1997 op 84-jarige leeftijd. Hij ligt begraven op Forest Lawn Memorial Park (Glendale).